# Sibylle Bergemann
Sibylle Bergemann (ur. 29 sierpnia 1941, zm. 1 listopada 2010) – niemiecka fotografka. W 1990 roku współtworzyła agencję fotograficzną Ostkreuz. Jest znana z dokumentowania wydarzeń w Berlinie wschodnim w czasach komunizmu.

## Wczesne życie
Bergmann ukończyła szkolenie urzędnicze w Berlinie wschodnim w latach 1958-1960. Fotografią zainteresowała się pracując w redakcji czasopisma rozrywkowego Das Magazin. W 1966 roku zaczęła studiować fotografię pod okiem fotografa i nauczyciela akademickiego Arno Fischera, który później został jej partnerem na całe życie.

## Kariera jako fotograf
Po pierwszym udziale w czołowych wschodnioniemieckich pismach tamtych czasów, Das Magazin i Sonntag, na początku lat 70. jej zdjęcia zaczęły pojawiać się w magazynie o modzie damskiej Sibylle, gdzie wkrótce wypracowała swój własny styl. Jej portrety nie były analityczne, ale raczej opisowe, pokazując ludzi tak, jak wyglądali w prawdziwym życiu. Przeszła od mody, by fotografować swój własny kraj, Niemcy Wschodnie, a później resztę świata. W 1990 roku wraz z Ute Mahler i Haraldem Hauswaldem założyła agencję Ostkreuz, która obecnie reprezentuje dziesiątki fotografów.
Być może najważniejszą spuścizną Bergemann jest seria czarno-białych fotografii, które robiła z życia codziennego w NRD w miarę ewolucji na przestrzeni lat. Później tworzyła reportaże fotograficzne o Nowym Jorku, Tokio, Paryżu i São Paulo.

## Uznanie
W 1994 roku talent Bergemann został doceniony, kiedy została członkiem Akademii Sztuk Pięknych w Berlinie. W 2007 roku zorganizowała wystawę swoich prac w Museum für Photographie w Brunszwiku. Obecnie Museum of Modern Art w Nowym Jorku posiada dwanaście reprodukcji zdjęć wykonanych przez Bergemann.